# Kichijōji
 (mai 2025).
Si vous disposez d'ouvrages ou d'articles de référence ou si vous connaissez des sites web de qualité traitant du thème abordé ici, merci de compléter l'article en donnant les références utiles à sa vérifiabilité et en les liant à la section « Notes et références ».
Kichijōji (吉祥寺) est un quartier de la ville de Musashino à Tokyo.
Kichijōji est surtout connu pour le parc d'Inokashira, l'université de Seikei et sa station de train à l'architecture et à l'environnement très particulier. La ville est aussi connue pour être le lieu où se déroule le célèbre manga Great Teacher Onizuka.